# شهرستان ایشیمسکی
شهرستان ایشیمسکی (به لاتین: Ishimsky District) یک شهرستان در روسیه است که در استان تیومن واقع شده‌است.